# I Am a Hero (Film)
I Am a Hero ist ein japanischer Zombiefilm aus dem Jahr 2015 von Shinsuke Satō. Er basiert auf den gleichnamigen Manga von Kengo Hanazawa. Der Film feierte seine Premiere am 13. Oktober 2015 auf dem Sitges Festival Internacional de Cinema Fantàstic de Catalunya und wurde am 23. April 2016 in den japanischen Kinos veröffentlicht.
Zu dem Film wurde ein Prequel in Form der fünfteiligen Fernsehserie (Dorama) I Am a Hero: Hajimari no Hi (アイアムアヒーロー はじまりの日, „~: Der erste Tag“) aus Sicht von Yabu Oda (Masami Nagasawa) veröffentlicht.

## Handlung
Hideo Suzuki ist ein Mangaka, dessen größter Erfolg 15 Jahre zurückliegt. Er arbeitet für einen anderen Mangaka, versucht aber nebenbei stets seine eigenen Werke zu veröffentlichen. Allerdings werden diese vom Verlag abgelehnt, da die Protagonisten seiner Geschichten zu normal seien. Seine Freundin Tekko beendet auch die Beziehung zu ihm, da er einfach zu normal sei. Allerdings ruft sie ihn am Smartphone zurück und gesteht ihm, sie wolle ihn wieder zurück. Als Hideo jedoch an ihrer Tür klopft, öffnet diese nicht. Er schaut durch den Zeitungsspalt und sieht sie auf ihrem Bett liegen. Dann steht Tekko auf, verhält sich aber merkwürdig und fällt immer wieder hin. Als sie die Tür öffnet, attackiert sie Hideo. Er kann sich wehren und bei seiner Verteidigung kommt Tekko um. Hideo läuft davon zu seinem Manga-Studio. Dort trifft er auf einen Kollegen, der die anderen Kollegen tötete. Er erzählt von einer Infektion, die sich durch Bisse überträgt. Da er auch gebissen wurde, tötet er sich selbst.
Hideo läuft davon und in diesem Moment beginnt das Chaos auf den Straßen. Die Menschen strömen in alle Richtungen und werden attackiert. Auf seiner Flucht trifft Hideo auf das Schulmädchen Hiromi. Gemeinsam schaffen sie es, mit einem Taxi und einem weiteren Fahrgast zu flüchten. Während der Fahrt bemerken sie jedoch, dass der dritte Gast gebissen wurde. Nach einem Kampf, in dem der Fahrer auch gebissen wird, können sie den dritten Fahrgast abschütteln. Doch der infizierte Taxifahrer tritt nun nur noch aufs Gas und rammt andere Autos. Hideo und Hiromi überleben die Kollision. Durch ihr Smartphone informieren sie sich über das Virus „ZQN“ (Aussprache zokyun), dass in hohen Lagen sterben soll. Deshalb beschließen sie, sich auf den Weg zum Fujisan zu machen. Auf dem Weg dorthin erzählt Hiromi ihm über ihren Lieblingssong, den sie auf ihrem MP3-Player hat. Hiromi sieht in Hideo einen Helden. Doch Hideo bemerkt, dass auch Hiromi gebissen wurde. Sie gibt ihm den MP3-Player und sagt, er solle sie verlassen und alleine weiterziehen. Kurz danach wird Hideo, der mit seiner Schrotflinte bewaffnet ist, von einem Zombie angegriffen. Doch Hiromi taucht erneut auf, tötet den Zombie und hilft Hideo auf die Beine. Sie weist auf ihrem linken Auge die gleichen Infektionsspuren auf, wie die anderen Zombies und spricht auch nicht mehr. Das andere Auge sieht jedoch normal aus und sie attackiert Hideo nicht.
Hideo beschließt, Hiromi mitzunehmen. Sie erreichen ein Outlet am Fuß des Fujisan. Dort treffen sie auf eine Gruppe Überlebender, die sich auf den Dächern verschanzt hat. Hideo verdeckt das infizierte Auge von Hiromi mit einem Tuch. Außerdem lernt er die Krankenschwester Yabu Oda kennen. Die Überlebenden auf dem Dach haben Lebensmittel, doch diese reichen nicht länger aus. Der Anführer der Gruppe, Iura, möchte deshalb das Gewehr von Hideo, um mit den anderen an die Nahrungsmittel im Lager des Einkaufszentrums zu holen. Allerdings gibt Hideo ihm das Gewehr nicht. Iura droht damit, dass Hiromi sonst stirbt. Als Hiromi angegriffen wird, wehrt sie sich und ihr Stirnband fällt ab. So sehen alle ihr infiziertes Auge. Hideo droht Iura mit seinem Gewehr, da dieser nun mit einem Bogen auf Hiromi zielt. Er schießt einen Pfeil und Hiromi geht zu Boden. Sango entreißt Hideo das Gewehr, gibt es jedoch nicht an Iura weiter, sondern übernimmt die Führung in der Gruppe. Hiromi hat überlebt und Yabu sieht in ihr eine Chance, das Virus zu besiegen. Am nächsten Morgen macht sich eine Gruppe, einschließlich Hideo, Sango und Iura, auf zum Lager. Die Frauen verbleiben auf dem Dach und locken die Zombies an durch Trommeln mit Gegenständen. In der Tiefgarage kann sich Iura von der Gruppe absetzen und bedient das Licht und Musik. Dadurch werden die Zombies angelockt und greifen die Gruppe an. Zur gleichen Zeit gelingt es einem Zombie auf das Dach zu springen und alle bis auf Yabu und Hiromi zu infizieren. Diese rufen Hideo, der sich in einem Schrank verschanzt hat, über ein Funkgerät. Durch die Nachricht schöpft er neue Kraft und macht sich auf den Weg, sie zu retten. Er findet sein Gewehr und kann es erfolgreich mit einigen Zombies aufnehmen. Auch Yabu und Hiromi kommen in die Tiefgarage und stoßen auf Hideo. Sie werden jedoch von Zombies umzingelt. Hideo gelingt es allerdings, alle zu töten. Am Schluss verlassen die drei den Ort in einem Auto.

## Rezeption
Jessica Kiang von der Zeitschrift Variety besprach den Film sehr positiv. Der Film sei blutrünstiger und einfallsreich brutaler Spaß, so dass eine Fortsetzung sehr verlockend sei. Die Handlung bezeichnet sie allerdings als unsinnige Erfüllung männlicher Wünsche. Elizabeth Kerr ist der Auffassung, dass der Film frische Impulse ins Zombie-Genre bringe. Für Matt Schley rettet der Film den Glauben an gute Mangaverfilmungen. Es sei nicht nur ein guter Film für eine Adaption, sondern generell ein guter Film. Insbesondere lobt Schley die schauspielerische Leistung der Protagonisten und die Zusammenarbeit mit Regisseur Sato. Während I Am a Hero brutale Momente habe, sorge der Film jedoch auch für lustige Abschnitte. Dennoch habe der Film mehr Ähnlichkeit zu Dawn of the Dead als zu Shaun of the Dead. Nach Schley merkt man dem Film auch an, dass ein Teil des Filmstabs aus Südkorea kommt und auch, dass große Teile des Films in Südkorea gedreht wurden. Das südkoreanische Kino sei die vergangenen Jahre international erfolgreicher gewesen. Schley kritisiert allerdings, dass sich das Ende des Films nicht befriedigend anfühle, was auch damit zusammenhänge, dass der Manga noch gar nicht beendet sei. James Marsh von der South China Morning Post gab I Am a Hero 4,5 von 5 Sternen und bezeichnete ihn als einen der erfreulichsten Horrorfilme seit Jahren.